# The Legend of Zelda: A Link to the Past
The Legend of Zelda: A Link to the Past (förkortat ALttP och ibland kallat Zelda 3 eller Zelda III) är ett tv-spel utvecklat av Nintendo till Super Nintendo. Spelet släpptes i Japan den 21 november 1991, i USA den 13 april 1992 och i Europa 1992. Spelet kom i en nyversion till Game Boy Advance 2003. Detta spel, The Legend of Zelda: A Link to the Past/Four Swords var nästan likadant som originalet. De huvudsakliga tilläggen var flerspelarläget Four Swords, ett nytt tempel och en ny svärdsteknik.
Producent till spelet är Shigeru Miyamoto och musiken i spelet är skapad av Koji Kondo.

## Handling
| ”                    | Res bakåt i tid och fantasi till landet Hyrule; där finns både hjältar och trolldom. Under äventyrets gång hamnar du i fantastiska labyrinter, fängelsehålor, palats och skogar där skuggorna ruvar på... Ja, vad? Lär dig mäktig magi, hitta magiska föremål, lös den onde trollkarlens gåtor och hitta i det dolda kungariket Hyrule. | „ |
| – Nintendo Spelguide | |   |

Spelet börjar med att huvudpersonen Link väcks av en röst som ber om hans hjälp. Link, som bor hos en av sina släktingar, blir beordrad att stanna i huset medan hans släkting ger sig av. Rösten, som tillhör prinsessan Zelda, ber Link att hjälpa henne eftersom hon har blivit fängslad i källaren i slottet. Link ger sig ut i regnet för att hitta henne. På vägen möter Link sin avsvimmade farbror som ger sitt svärd och sin sköld till Link. Link fortsätter in i slottet och när han kommer längre in möts han av två soldater. Soldaterna har blivit förhäxade av den hemska trollkarlen Agahnim som försöker öppna porten mellan mörkrets och ljusets värld. Link blir tvungen att döda dessa soldater och fortsätter in i slottet. När han kommer till prinsessan Zelda blir han överfallen av en man med spikklubba. Han dödar soldaten och räddar prinsessan. Hon berättar att Agahnim skickar iväg sju visa prinsessor som gör att porten mellan ljusets och mörkrets värld är stängd, och att hon är den sista av dessa. Link tar Zelda till kyrkan som ligger en bit bort och nu är prinsessan i säkerhet för ett tag. Link måste nu äventyra både i mörkrets och ljusets värld för att hjälpa dessa Sju visa prinsessor.

## Karaktärer
- Link - En grönklädd pojke, huvudkaraktären i samtliga spel i serien.
- Zelda - Prinsessan av Hyrule.
- Ganon - Ärkeskurken i de flesta spelen i serien (ibland i form av sitt alterego Ganondorf).
- Agahnim - Under en tid då naturkatastrofer härjande i Hyrule kom en magiker vid namn Agahnim från ett fjärran land och drev bort olyckan. Han blev kungens närmaste man, men han störtade sedan tronen och använde sin magi till att bli härskare över Hyrule och hjälpa sin herre Ganon in i riket.

## Världen
Världen är uppdelad i två delar: ljusvärlden (Light World) och mörkervärlden (Dark World). Senare i spelet blir det möjligt att ta sig mellan dessa två platser med hjälp av en spegel som man får av en äldre man i Döda berget i ljusvärlden då man hjälper honom att komma till sin grotta.

## Ljusvärlden

### Hyrules slott
Här bodde tidigare Hyrules kungliga familj, men det togs sedan över av Agahnim. I närheten av slottet ligger också Links hus, samt kyrkogården. Då Link räddat Zelda ska han ha hittat lampan, svärdet och bumerangen. I detta område finns även den första skölden.

### Dimmiga skogen
I Dimmiga skogen finns två hus, samt den grotta som leder till Döda berget. I ena huset bor två skogshuggare, som sällan är hemma, medan en spåman, som tar betalt, finns i det andra. Inuti skogen finns svampar. En sådan skall ges till häxan vid Östra palatset. Det finns också tjuvar som rånar. Då Link klarat av de tre palatsen i ljusvärlden skall han gå längst upp i Dimmiga skogen och hämta Master Sword.

### Östra palatset
Om Link ger den svamp han hittat i Dimmiga skogen till häxan ger hon honom senare ett magiskt pulver. I vattenfallen finns simfenorna Zoras fenor att köpa av Zora. Inuti Östra palatset finns pilbågen, och strax utanför det finns Sahasrahla som ger link Pegasus skor, med vilka Link kan springa fortare. Den röda skölden finns också i denna del av Hyrule.

### Byn Kakariko
Link kan tala med byns invånare för att få viktig information. Men då han är efterlyst måste han se upp för de som kallar på vakter. I byn finns håven samt Mudoras bok med vilken gamla skrifter kan tydas, samt två burkar. Med håven kan Link fånga feer som ger energipåfyllning, samt stoppa dem i burkarna.

### Stora träsket
Mitt i träsket finns en gammal ruin. Om Link drar i spaken inuti ruinen försvinner vattnet, och det som tidigare fanns under vatten kommer fram. I träsket finns tidigt i spelet inte mycket "intressant", men senare finns där flöjten, vars melodi kallar på vindar som snabbt kan transportera Link.

### Mystiska öknen
Link behöver Mudoras bok, som finns i byn Kakariko, för att tyda de två mystiska monumenten. Då monumentet längst upp till vänster öppnas ingången till palatset, och där inuti finns handsken, med vilken Link kan lyfta tunga stenar. Det finns ett till monument där, samt en man som absolut inte får störas.

### Sjön Hylia
Vid sjöns stränder finns feer, en spåman, en affär, samt en grotta där isstaven finns. Med isstaven kan Link frysa fienden och sedan hugga den. Om Link simmar in under bron möter han en man som ger sin glasburk till Link.

### Döda berget
Då Link kommer till Döda berget märker han att han kan förflytta sig mellan ljusvärlden och mörkervärlden. Men för att slippa bli förvandlade till kanin i mörkervärlden måste han först ha månstenen som finns inuti tornet i ljusvärlden. Långt ner i bergen finns en gammal man som ger Link den magiska spegeln, med vilken Link kan komma tillbaka till Light World då han vill. Om Link går över hängbron till vänster om tornet kommer han till ett monument, och lyckas han tyda det får han den magiska medaljongen Ether, som kan frysa fiender.

### Ljusvärldens bossar

#### Armos Knights
I sista rummet i Östra palatset möter Link några hoppande riddare, som kan besegras med träpilarna. Om Link vinner får han modets medaljong.

#### Lanmolas
Sandormar i Ökenpalatset. Då de hoppar upp ur sanden flyger små stenar mot Link, som måste hugga dem i huvudet med sitt svärd. Om Link vinner får han kraftens medaljong. Om man använder isstaven (Ice Rod) så dör dom i bara 2 träffar.

#### Moldorm
En väldig orm på toppen av palatset på döda berget. För att besegra Moldorm så måste Link slå den längst ut på svansen. Link knuffas åt sidan om han går in i Moldorm och om Link faller genom hålen i golvet till våningen nedanför så kommer Moldorm att få fullt i liv igen. När Moldorm är besegrad så får Link visdomens medaljong.

#### Agahnim
Då Link hämtat Master Sword i Dimmiga skogen kan han slå sönder dörren till tornet i Hyrules slott. Högst upp i tornet finns Agahnim, som kastar magiska eldbollar. Link kan, inte ens med Master Sword, skada Agahnims kropp och måste därför använda sitt svärd för att slå tillbaka eldbollarna så att de träffar Agahnim. Om Link vinner tar sig Agahnim till Mörkervärlden, men drar Link med sig.

## Mottagande och utmärkelser
| Recensioner        | Recensioner     |
| Recensionsbetyg    | Recensionsbetyg |
| Publikation        | Betyg           |
| ------------------ | --------------- |
| Gamespot           | [ 7 ]           |
| IGN                | [ 8 ]           |
| Nintendo-Magasinet | 5/5             |

När tidskriften Super Play år 2003 utnämnde sina hundra bästa spel genom tiderna hamnade A Link to the Past på andra plats, precis efter Super Mario 64. Spelet benämndes som "en av spelhistoriens allra mest förtrollade skapelser" och som ett "[s]pel som alla, oavsett födelseår, bör uppleva." Tidskriften Game Boy Pocket kallades A Link to the Past för "[e]tt av de bästa spel som någonsin gjorts!" I Nintendo-Magasinet recenserade Tobias Bjarneby A Link to the Past, där han gav spelet betyget 5 av 5 och han skrev att "[d]et här är [...] det överlägset bästa videospelet någonsin och ett absolut måste för varje Zelda-älskare!" Tidskriften placerade sedan spelet på plats 2 över årets bästa SNES-spel vad det gällde grafik och ljud, plats 1 vad det gällde utmaning, plats 3 vad det gällde spelkontroll och plats 1 vad det gällde bästa SNES-spel överlag under 1992. I Guinness World Records 2009: Gamer's Edition hamnade spelet på plats 18 över de 50 bästa konsolspelen genom tiderna. Nintendo Power listade A Link to the Past på plats 2 över årets bästa SNES-spel 1992 och Empire placerade spelet på plats 27 på deras lista "The 100 Greatest Games of All Time". WatchMojo.com placerade A Link to the Past på plats 2 på deras lista "Top 10 Legend of Zelda Games" och på plats 4 på deras lista "Top 10 Video Games of the 4th Generation".
A Link to the Past var ett av spelen som var med i konstutställningen The Art of Video Games på Smithsonian American Art Museum under 2012. Under 1997 lanserades A Link to the Past i en Gold Pack-utgåva av Bergsala enbart i Sverige. Denna utgåva innehöll, förutom spelet, även Nintendobibliotekets spelguide nummer 4. Gold Pack-utgåvan lanserades eftersom Bergsala hade ett extralager av A Link to the Past-spelkassett som de ville bli av med. I avsnitt 5 av säsong 3 av Bytt är bytt, som sändes den 13 oktober 2016, värderades en Gold Pack-utgåva i exemplariskt skick till 50 000 kronor.

## Hemligheter
Chris Houlihan, som vann Nintendo Powers stora tävling år 1990, fick ett hemligt rum inlagt i spelet. Rummet, som kallas Chris Houlihan Room, går inte att komma åt i alla versioner av spelet.

## Uppföljare
I en intervju med Eiji Aonuma (spelkonstruktör på Nintendo) den 15 januari 2008, så sade han följande: "I have to say though, the first Zelda game that I played and felt potential in was Link To the Past. I'm actually very interested in what it would be like if we remade that title as a 3D game."
Den 17 april 2013 annonserades en uppföljare till spelet för Nintendo 3DS. Spelet är i 3D och släpptes 22 november samma år.

## The Legend of Zelda: A Link to the Past/Four Swords
| Recensioner     | Recensioner     |
| Recensionsbetyg | Recensionsbetyg |
| Publikation     | Betyg           |
| --------------- | --------------- |
| Gamespot        | [ 23 ]          |
| Gamespy         | [ 24 ]          |
| IGN             | [ 25 ]          |

The Legend of Zelda: A Link to the Past/Four Swords (förkortat ALttP/FS) är namnet på en bearbetad återutgivning av originalspelet The Legend of Zelda: A Link to the Past. Spelet släpptes den 3 december 2002 i USA, den 14 mars 2003 i Japan och den 28 mars 2003 i Europa. Denna utgåva är avsedd för Game Boy Advance och innehåller även spelet The Legend of Zelda: Four Swords som endast kan spelas i multiplayerläge. I spelet kan du även tävla mot din medspelare om vem som får mest pengar. Spelet hamnade på plats 3 i IGN:s lista Top 25 Game Boy Advance Games of All Time.
I september 2011 gick Nintendo ut med informationen att de skulle släppa Four Swords som ett nedladdningsbart spel till DSi, DSi XL och 3DS. Spelet går under namnet The Legend of Zelda: Four Swords Anniversary Edition och släpptes den 28 september 2011. Det var gratis att ladda ner fram till den 20 februari 2012. Skillnader från GBA-versionen är att fler banor har lagts till och att man även kan spela spelet ensam, vilket var en omöjlighet i GBA-versionen.